# Cristo abrazado a la cruz (El Greco, museo del Prado)
Cristo abrazado a la cruz  o Cristo con la cruz a cuestas es el tema de tres lienzos del Greco, el principal de los cuales se exhibe en el Museo Nacional del Prado.  Estas tres obras conforman la segunda tipología de esta temática, según el catálogo razonado de obras de este pintor, realizado por Harold Wethey.

## Introducción
Según Wethey, estos tres lienzos se diferencian del tipo-I —representado por Cristo abrazado a la cruz (Barcelona) y por Cristo abrazado a la cruz (New York)— por los siguientes detalles:
1. El distinto escorzo de la cabeza de Cristo, con su nariz inclinada de forma diferente.
2. La distinta inclinación de la cruz.
3. La forma diferente del nimbo de la cabeza de Cristo.
4. Su transformación física y emotiva, propia de las obras más tardías del pintor.[2]

## Tema de la obra
Esta imagen se puede interpretar como un descanso en el trayecto de Jesús por la Vía Dolorosa, camino del Calvario. Pero quizás la cruz simbolice aquí la tarea individual para superar las dificultades —especialmente espirituales— de la vida cotidiana, reflejando la cita del evangelio de Mateo 16:24: "Entonces dijo Jesús a sus discípulos: Si alguno quiere venir en pos de mí, niéguese a sí mismo, tome su cruz y sígame."  

## Versión del museo del Prado

### Datos técnicos y registrales
- Madrid, Museo Nacional del Prado, n º. de catálogo: P000822;[5]
- Pintura al óleo sobre lienzo;
- Dimensiones: 108 x 78 cm;
- Datación: hacia 1600-1605, según Wethey (hacia 1602, según el museo);
- Firma con letras griegas en cursiva en la base de la cruz: δομήνικος θεοτοκó (¿πουλος?) ε'ποíει. Las letras de la segunda palabra están deterioradas, quizás debido a una restauración defectuosa.[6]
- Catálogo Wethey: n º. 56. Tiziana Frati le da la referencia 79-h;[7]

### Descripción de la obra
Toda la obra es de una gran maestría técnica, y con un hermoso colorido. Jesús avanza hacia el espectador, abrazando con ambas manos una gran cruz, fuertemente escorzada. Dirige su mirada hacia el cielo, y parece haber trascendido el dolor físico durante su camino al Calvario. El Greco representa un celaje tormentoso, despidiendo unos destellos de luz, que parecen ondularse sobre la figura de Cristo, formando bellos contrastes. El nimbo blanco-amarillento, de forma cuadrada, contrasta con el manto azul oscuro, plegado alrededor de la izquierda de la figura, y con la túnica rosa alrededor del cuello y sobre el brazo izquierdo de Cristo. Las manos —con hermosas uñas nacaradas— están modeladas con gran sensibilidad y belleza, y con la justa definición de cada dedo. Cristo no muestra ningún esfuerzo físico por cargar con la cruz, como tampoco denota sufrimiento o angustia en su rostro, a pesar de que la corona de espinas —representada con gran realismo— ha causado algunas heridas sobre su frente, resbalando pequeñas gotas de sangre por su cuello.

#### Procedencia
1. Convento de San Hermenegildo (Madrid);
2. Museo de la Trinidad;
3. Universidad de Zaragoza (entre 1884 y 1892).[11]

## Otras versiones del tipo-II

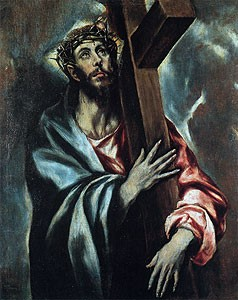
Versión de Olot

Del tipo II de este tema, se conservan dos obras más, consideradas autógrafas del maestro, con intervención de su obrador.

### Versión de Olot

#### Datos técnicos y registrales
- Olot, museo parroquial;
- Pintura al óleo sobre lienzo;
- Dimensiones: 94 x 78 cm;
- Datación: ca. 1600-1605;
- Firma con letras griegas en cursiva muy pequeñas en la  base de la cruz: δομήνικος θεοτοκóπουλος ε'ποíει;
- Catálogo Wethey: n.º. 57. Tiziana Frati le da la referencia 79-i;

#### Comentario sobre la obra

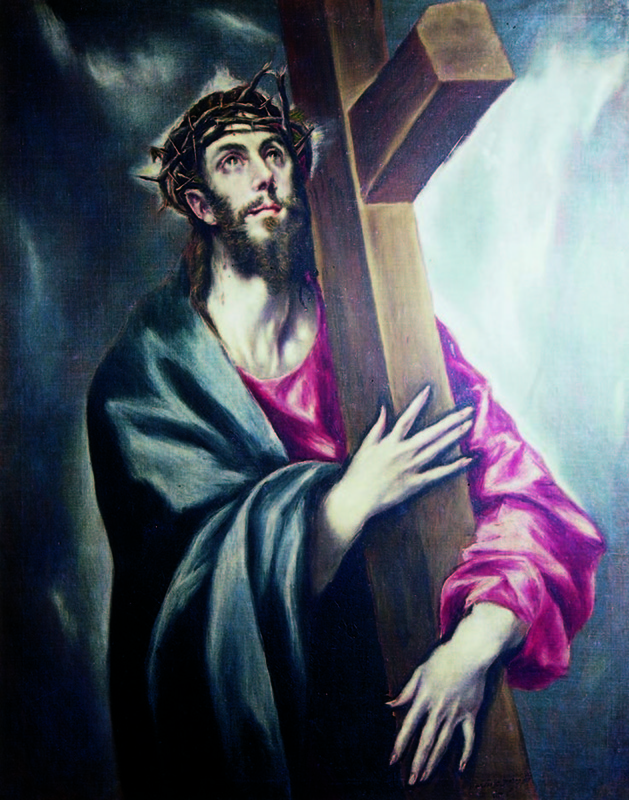
Versión de El Bonillo

Esta obra fue redescubierta a principios del siglo XX, posiblemente procedente de la antigua Iglesia de los Capuchinos. El cuadro ha sido recortado y restaurado en la parte izquierda, cerca de la espalda. El dibujo excesivamente preciso de los pelos de la barba y del cabello, rebela la mano de un ayudante. Este cuadro muestra unos reflejos exagerados, sin duda causados por una restauración inadecuada.

### Versión de El Bonillo

#### Datos técnicos y registrales
- Museo parroquial de El Bonillo;
- Pintura al óleo sobre lienzo;
- Dimensiones: 101 x 80 cm;
- Datación: ca. 1600-1605;
- Firma, actualmente borrosa, con letras griegas en cursiva en la parte baja de la cruz: δομήνικος θεοτοκó...(?);
- Catálogo Wethey: n.º. 58. Tiziana Frati le da la referencia 79-j.[14]

#### Comentario sobre la obra
Según Harold Wethey, es obra del Greco, con cierta intervención de su taller. Fue restaurada en 1940 y está en buenas condiciones. El tipo de Cristo y el estilo de la pintura la acercan a la versión del museo del Prado.

## Nota
- Esta obra contiene una traducción  derivada de ««Crist abraçat a la creu (El Greco,Tipus-II, Museu d'El Prado)»» de Wikipedia en catalán, publicada por sus editores bajo la Licencia de documentación libre de GNU y la Licencia Creative Commons Atribución-CompartirIgual 4.0 Internacional.